# Ville-au-Val
Ville-au-Val ist eine französische Gemeinde mit 183 Einwohnern (Stand: 1. Januar 2022) im Département Meurthe-et-Moselle in der Region Grand Est (bis 2015 Lothringen). Sie gehört zum Arrondissement Nancy und zum Kanton Entre Seille et Meurthe.

## Geografie
Ville-au-Val liegt etwa 18 Kilometer nordnordwestlich von Nancy in einem Seitental der Mosel. Umgeben wird Ville-au-Val von den Nachbargemeinden Sainte-Geneviève im Norden, Landremont im Norden und Nordosten, Belleau im Osten, Millery im Südosten und Süden, Autreville-sur-Moselle im Süden und Südwesten sowie Bezaumont im Westen und Nordwesten.

## Bevölkerungsentwicklung
| Jahr                       | 1962 | 1968 | 1975 | 1982 | 1990 | 1999 | 2006 | 2019 |
| Einwohner                  | 146  | 121  | 117  | 134  | 136  | 147  | 167  | 191  |
| Quellen: Cassini und INSEE |      |      |      |      |      |      |      |      |

## Sehenswürdigkeiten
- Kirche Saint-Pierre-aux-Liens dem 19. Jahrhundert
- Burgruine aus dem 11. Jahrhundert, heutiger Bau aus dem 17./18. Jahrhundert
- Schloss Villers-les-Prud’hommes aus dem 13./14. Jahrhundert
- Kapelle in Villers-les-Prud’hommes

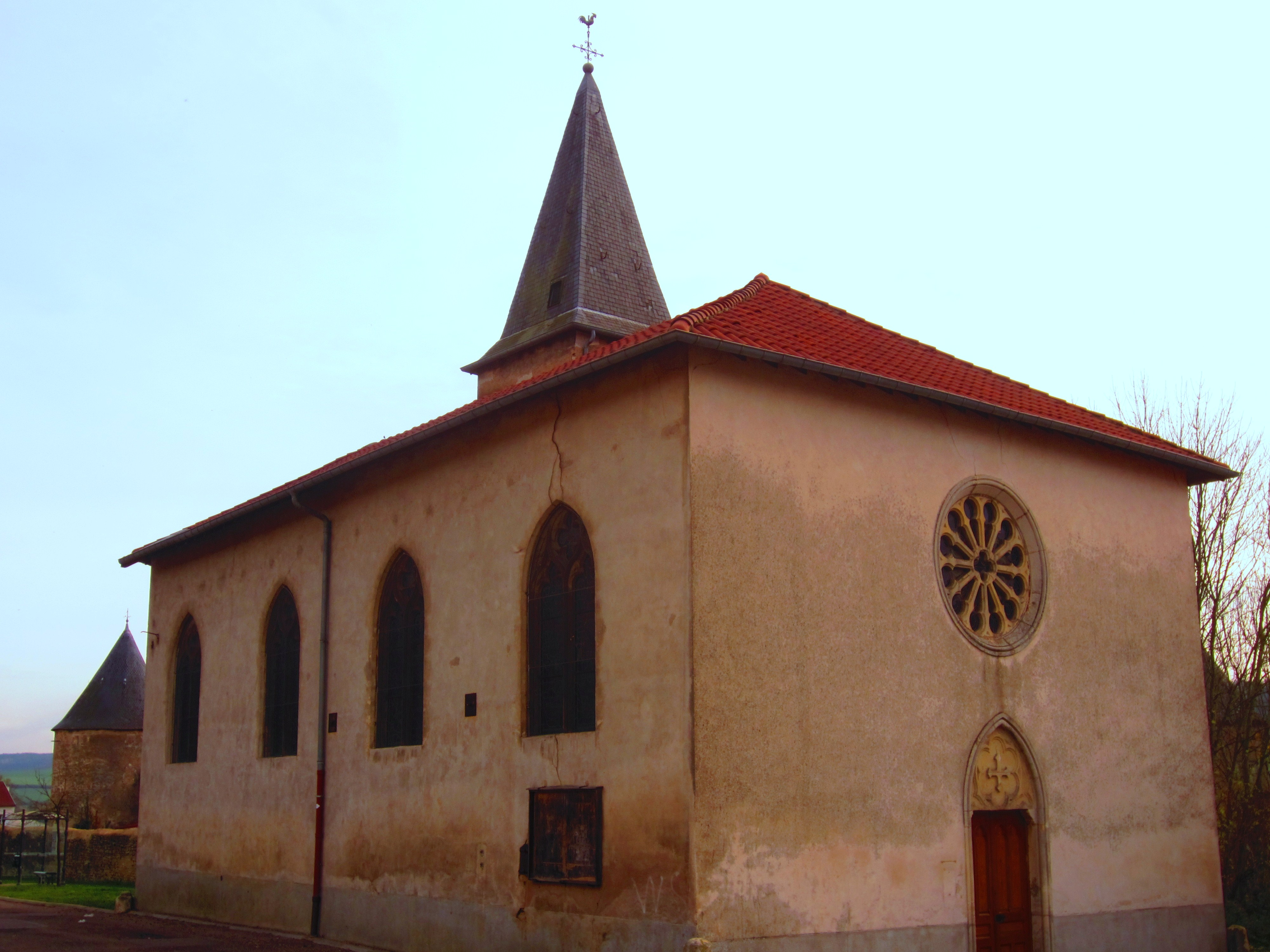
Kirche Saint-Pierre-aux-Liens
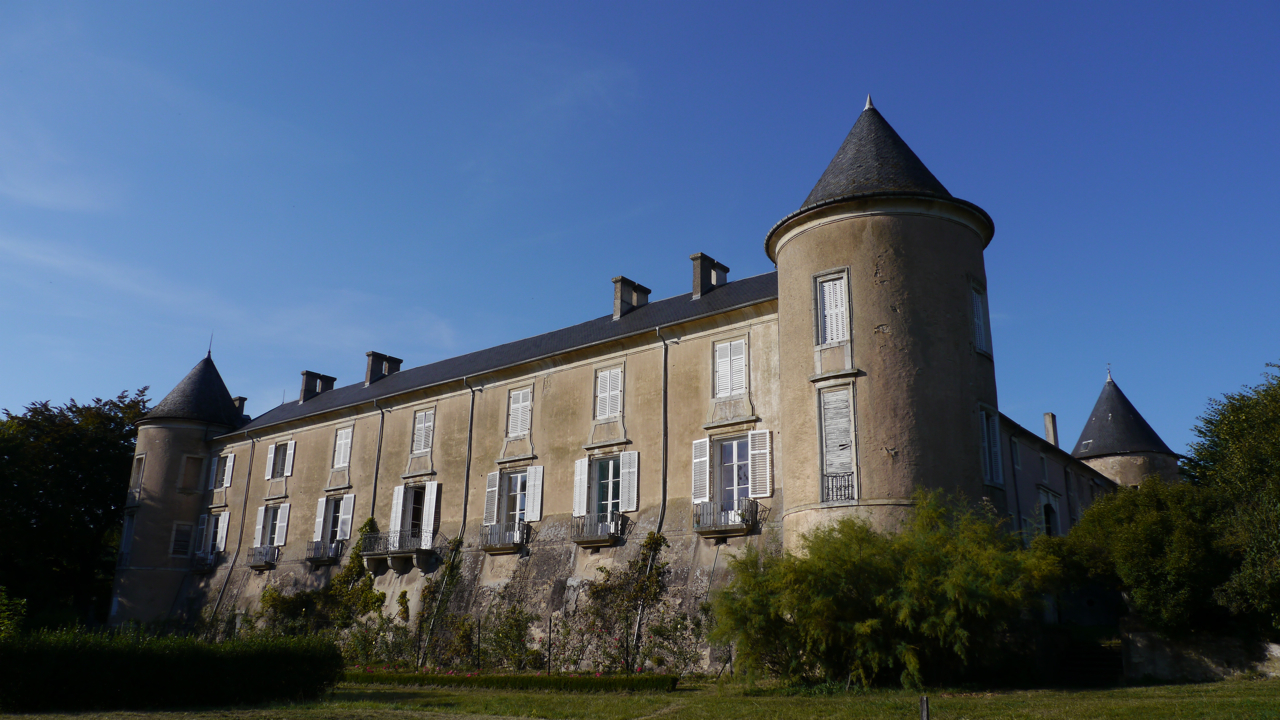
Burg und Schloss Ville-au-Val
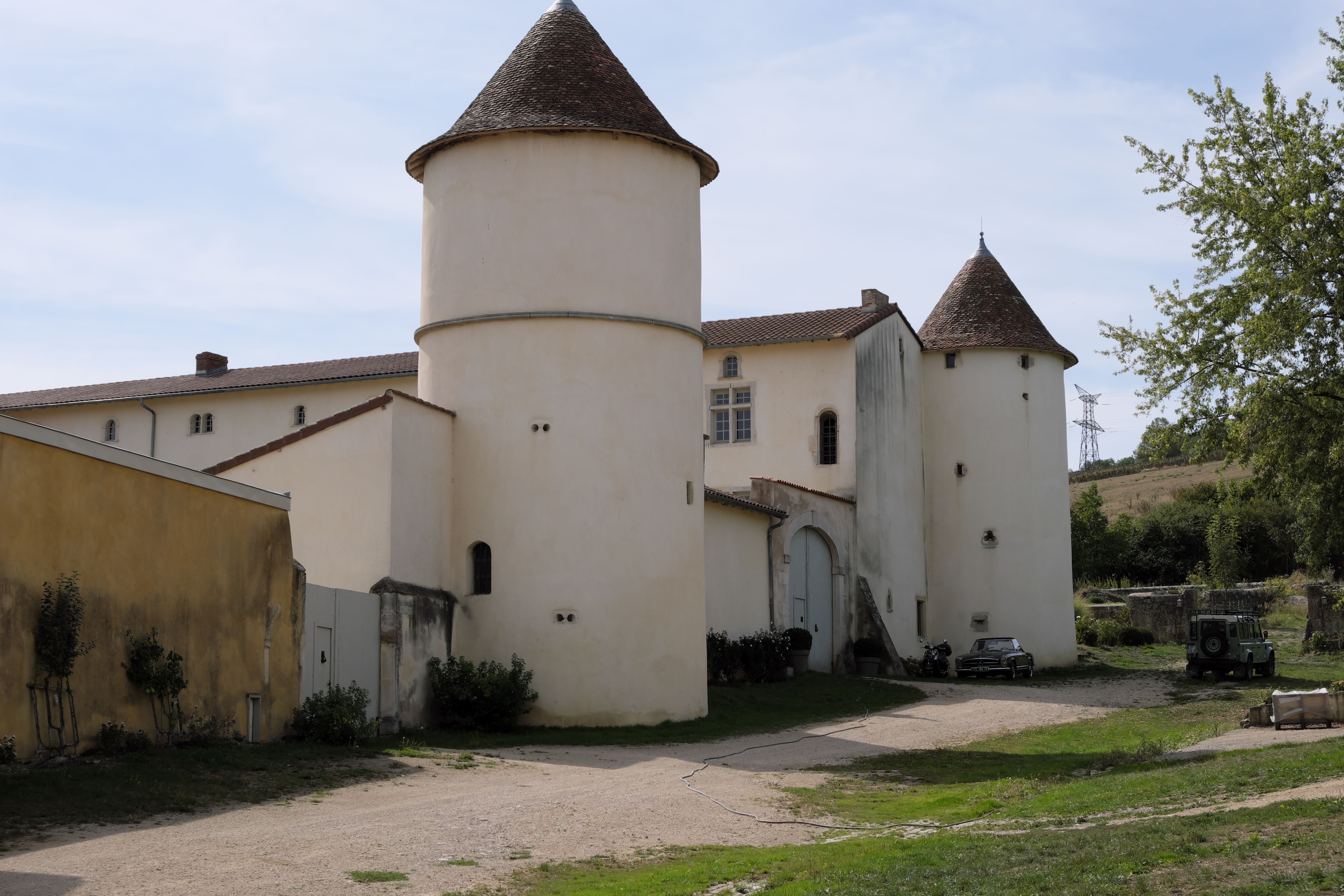
Burg Villers-les-Prud’hommes
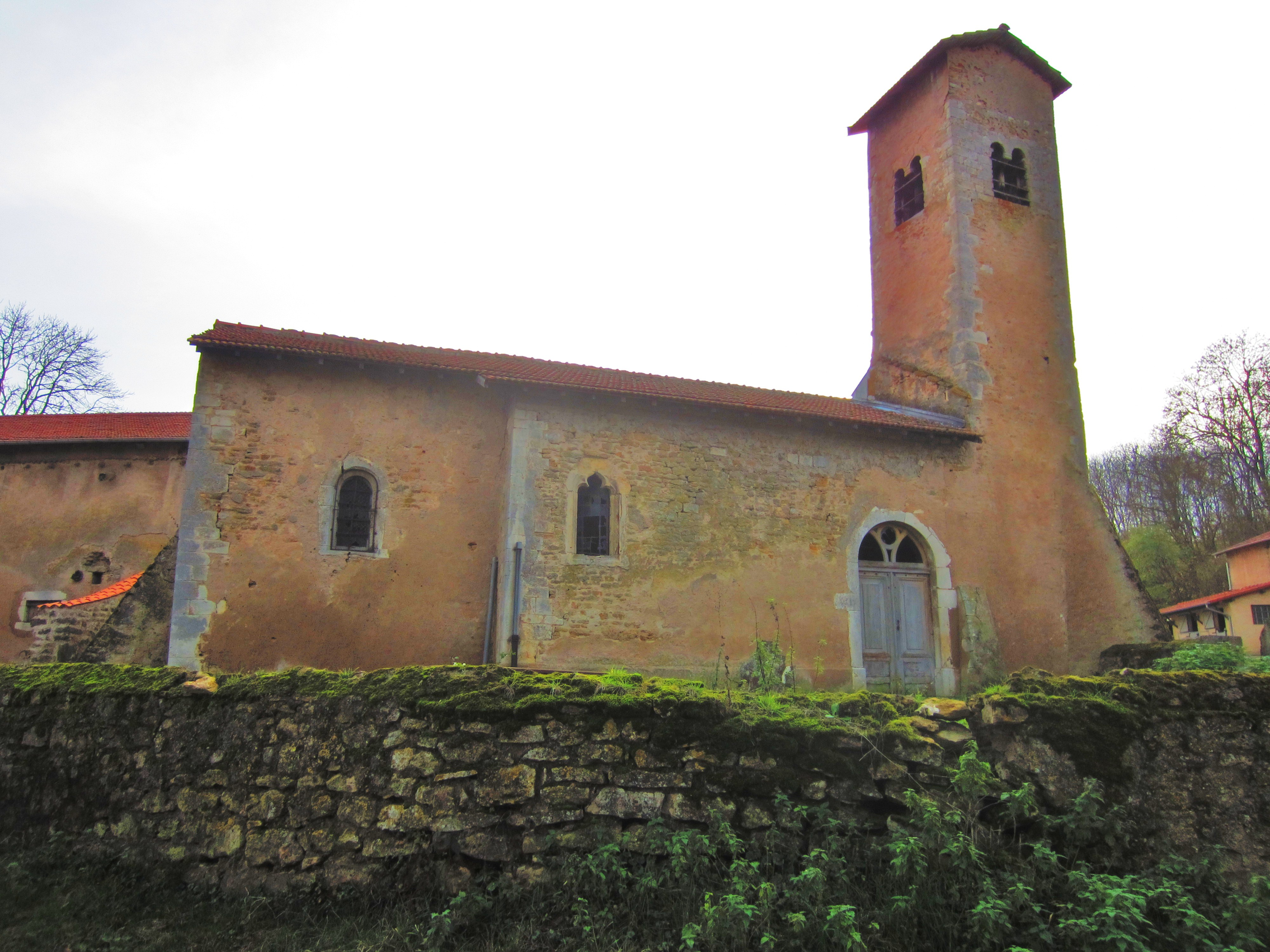
Kapelle in Villers-les-Prud’hommes

## Persönlichkeiten
- François Antoine Louis Bourcier (1760–1826), General